# Социјалдемократски савез Македоније
Социјалдемократски савез Македоније (мкд. Социјалдемократски сојуз на Македонија), позната по свом акрониму СДСМ, је политичка странка у Северној Македонији. Једна је од две највеће странке у држави, док другу чини ВМРО-ДПМНЕ.
Основана је 20. априла 1991. на 11. конгресу Савеза комуниста Македоније, када је трансформисан у СДСМ. Чланица је Прогресивне алијансе и придружена чланица Партије европских социјалиста (ПЕС). Подржала је решење спора око имена са Грчком, а потом потписала Преспански споразум.

## Историја
Први председник СДСМ-а био је Бранко Црвенковски. Он је водио партију од њеног оснивања до 2004. године. После његовог избора за председника Северне Македоније, председник СДСМ-а је постао Владо Бучковски, а од новембра 2006. године на челу партије се налази Радмила Шекеринска. Данас председник СДСМ-а је Зоран Заев откад је Радмила Шекеринска дала оставку након избора у 2008.
Из ове странке су се два пута отцепљивале фракције и оснивале нове странке. Прво отцепљење је било 1993. године, када се отцепио Петар Гошев, оснивајући Демократску партију. Друго отцепљење је било у новембру 2005. године, када се отцепио Тито Петковски и основао Нову социјалдемократску партију.

## Резултати на изборима
| Година | Вођа               | Гласови | %      | Мандати  | +/– | Бр. | Статус    |
| ------ | ------------------ | ------- | ------ | -------- | --- | --- | --------- |
| 1990.  | Петар Гошев        | 220.748 | 27,70% | 31 / 120 | 31  | 2.  | влада     |
| 1994.  | Бранко Црвенковски | 329.700 | 53,50% | 95 / 120 | 64  | 1.  | влада     |
| 1998.  | Бранко Црвенковски | 279.799 | 25,14% | 30 / 120 | 60  | 2.  | опозиција |
| 2002.  | Бранко Црвенковски | 494.744 | 41,58% | 60 / 120 | 33  | 1.  | влада     |
| 2006.  | Владо Бучковски    | 218.164 | 23,31% | 32 / 120 | 30  | 2.  | опозиција |
| 2008.  | Радмила Шекеринска | 233.284 | 23,64% | 27 / 120 | 5   | 2.  | опозиција |
| 2011.  | Бранко Црвенковски | 368.496 | 32,78% | 42 / 120 | 15  | 2.  | опозиција |
| 2014.  | Зоран Заев         | 283.955 | 26,22% | 34 / 120 | 8   | 2.  | опозиција |
| 2016.  | Зоран Заев         | 436.981 | 37,87% | 49 / 120 | 15  | 2.  | влада     |
| 2020.  | Зоран Заев         | 327.408 | 35,89% | 46 / 120 | 3   | 1.  | влада     |
| 2024.  | Димитар Ковачевски | 153.250 | 15,36% | 18 / 120 | 28  | 2.  | опозиција |